# Єгор'євське (Калінінградська область)
Єгор'євське (рос. Егорьевское) — селище Гур'євського міського округу, Калінінградської області Росії. Входить до складу Добринського сільського поселення.
Населення — 92 особи (2015 рік).

## Населення
| 2002 | 2010 |
| ---- | ---- |
| 109  | ↘92  |